# Tetroxia
Tetroxia is een geslacht van wantsen uit de familie van de Reduviidae (Roofwantsen). Het geslacht werd voor het eerst wetenschappelijk beschreven door Charles Jean-Baptiste Amyot & Jean Guillaume Audinet-Serville in 1843.

## Soorten
Het genus bevat de volgende soorten:

- Tetroxia beauvoisii (Fairmaire in Thomson, 1858)
- Tetroxia escalerae (Varela, 1903)
- Tetroxia nigrospinosa Villiers, 1948
- Tetroxia overlaeti Villiers, 1943
- Tetroxia severa Breddin, 1903
- Tetroxia spinifera (Palisot de Beauvois, 1805)
- Tetroxia spurca Breddin, 1903
- Tetroxia spurcus Breddin, 1903